# Cruzeiro de São Francisco de Estremoz
O Cruzeiro de São Francisco de Estremoz situa-se na atual freguesia de Estremoz (Santa Maria e Santo André), no Município de Estremoz, Distrito de Évora, Portugal.
Este Cruzeiro encontra-se classificado como IIP - Imóvel de Interesse Público desde 1958.

## Descrição
O cruzeiro, em mármore local, é um aproveitamento de peças de diversas origens, possivelmente montado no século XVII. O conjunto é composto por dois degraus octogonais e um fuste de três pequenas colunas entrançadas, como elementos originais do século XVI. A urna que se encontra em baixo é nitidamente barroca. A cruz, latina com braços rematados em trevo, tem características mais modernas que os restantes elementos do conjunto, possivelmente do século XVIII.
Encontra-se em frente da porta principal da igreja do convento de São Francisco.

## Galeria

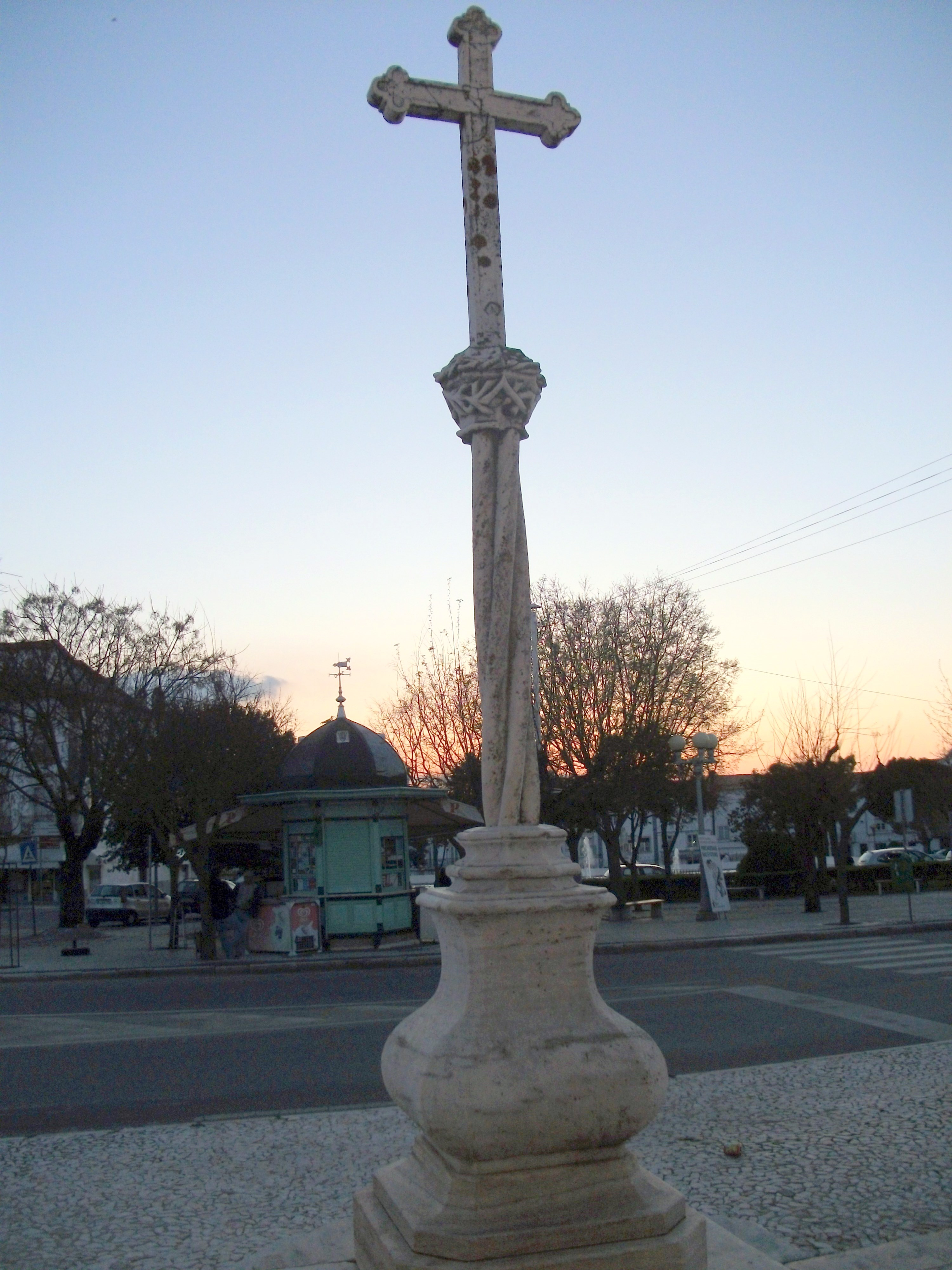
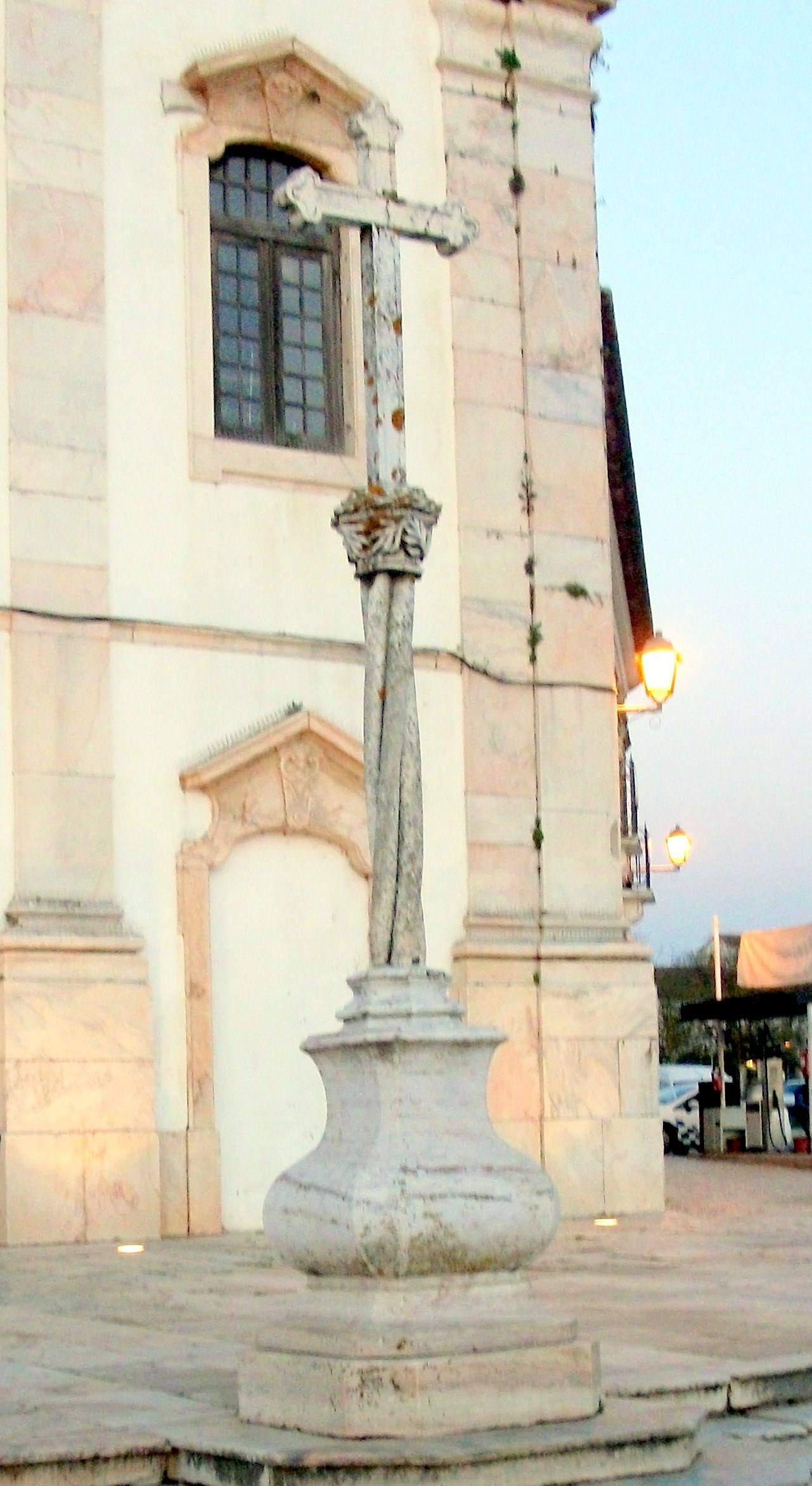